# Chlorophytum immaculatum
Chlorophytum immaculatum là một loài thực vật có hoa trong họ Măng tây. Loài này được (Hepper) Nordal mô tả khoa học đầu tiên năm 1993.